# اریش فدریاشمیت
اریش فدریاشمیت (انگلیسی: Erich Federschmidt; ۱۴ ژوئن ۱۸۹۵ – ۱ فوریهٔ ۱۹۶۲) قایقران روئینگ اهل ایالات متحده آمریکا بود.